# Armadillo bolivari
Armadillo bolivari är en kräftdjursart som beskrevs av Stanley B. Mulaik. Armadillo bolivari ingår i släktet Armadillo och familjen Armadillidae. Inga underarter finns listade i Catalogue of Life.